# Jan Six (1668-1750)
Jan Six II (Amsterdam, 8 februari 1668 – aldaar, 8 januari 1750), heer van Hillegom en heerlijkheid Vromade, was vanaf 1719 burgemeester en vanaf 1745 bibliothecaris van de stad Amsterdam. Hij had geen goede naam omdat hij zijn zoon aan een postmeesterschap op Antwerpen hielp en zijn neef Pieter aan een ambt als burgemeester. Six schijnt zich te hebben laten betalen voor het vergeven van baantjes. Hij werd in 1748 geremoveerd; zijn neef bleef een belangrijke rol spelen in de Amsterdamse politiek.
Six was de zoon van Jan Six I (1618-1700), een Amsterdams regent en schrijver. Hij was een zwager van burgemeester Lieve Geelvinck. Nicolaes Tulp was zijn grootvader. Six woonde aan de Herengracht 495. Na de aankoop in 1709 werd zijn huis door de Franse bouwmeester Jean Coulon omgebouwd en stile baroque. Rond 1740 vond een nieuwe verbouwing plaats: het grachtenpand kreeg onder andere een marmeren balkon. Het behoort tot de mooiste in de Gouden Bocht.
Six behoorde bij de staatsgezinden en is zestien keer burgemeester van Amsterdam geweest. Als burgemeester kregen Six en zijn drie collega's te maken met het huwelijk en de benoeming van stadhouder Willem IV, de inval van de Fransen in 1748, het Pachtersoproer en de doelisten.